# Filippo Rusuti

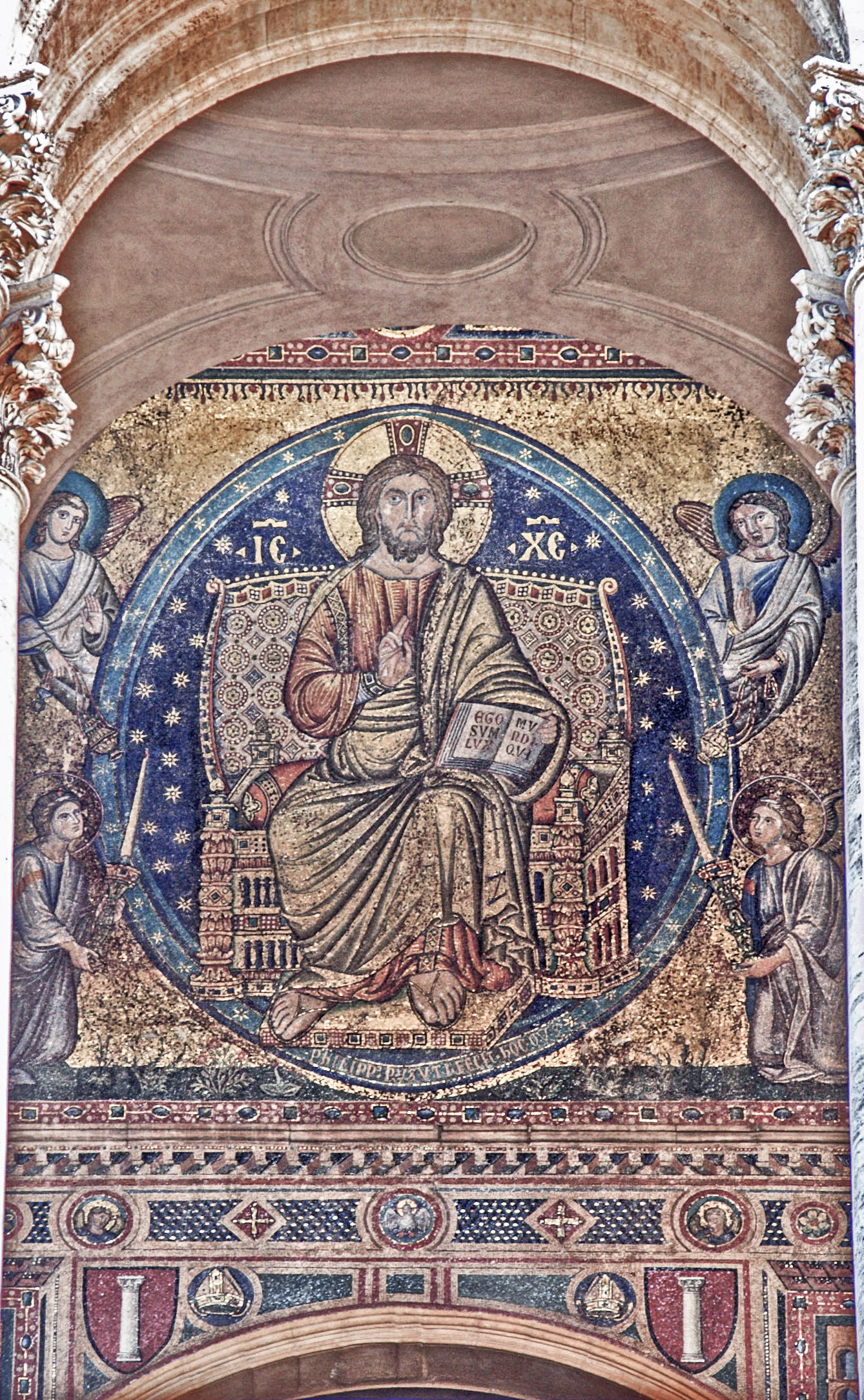

Filippo Rusuti (* okolo 1255 – okolo 1325) byl italský pozdněgotický malíř, činný na přelomu 13. a 14. století a známý pouze podle autorství několika děl.
Údaje o jeho životě jsou téměř neznámé. Do povědomí veřejnosti se dostal pouze prostřednictvím své tvorby.
Malíř působil na několika místech v Itálii. Svou uměleckou dráhu začal ve městě Assisi v Umbrii, kde v bazilice svatého Františka vytvořil několik fresek.
Nehynoucí známost mu zajistilo jeho nejslavnější dílo – mozaika Krista Pantokratora (tj. žehnající) na prvním patře lodžie římské baziliky Santa Maria Maggiore pocházející z let 1288 – 1297. Filippo Rusuti je autorem i několika fresek v interiéru baziliky.
Další z jeho uměleckých zastávek bylo město Neapol, kde pracoval na freskové výzdobě kostela Santa Maria Donaregina a kostela San Domenico Maggiore.